# Wymysłów (Opole Lubelskie)
Wymysłów [pronunciación en polaco: /vɨˈmɨswuf/] es un pueblo en el distrito administrativo de Gmina Karczmiska, dentro del Distrito de Opole Lubelskie, Voivodato de Lublin, en el este de Polonia. Se encuentra aproximadamente 5 kilómetros al noreste de Karczmiska, 13 kilómetros al noreste de Opole Lubelskie, y 37 kilómetros al oeste de la capital regional, Lublin.